# Phalangochilus
Phalangochilus is een geslacht van hooiwagens uit de familie Gonyleptidae.
De wetenschappelijke naam Phalangochilus is voor het eerst geldig gepubliceerd door Mello-Leitão in 1938. 

## Soorten
Phalangochilus is monotypisch en omvat slechts de volgende soort:
- Phalangochilus luteipes